# Sun Ke
Sun Ke (chiń. 孙可, ur. 26 sierpnia 1989 w Xuzhou) – chiński piłkarz grający na pozycji prawego pomocnika. Od 2016 jest zawodnikiem klubu Tianjin Quanjian.

## Kariera piłkarska
Swoją karierę piłkarską Sun Ke rozpoczął w klubie Jinagsu Shuntian, który później zmienił nazwę na Jiangsu Suning. W 2009 roku awansował do pierwszego zespołu grającego w Super League. W Super League swój debiut zaliczył 22 marca 2009 w przegranym 1:2 wyjazdowym meczu z Shanghai Shenhua. W sezonie 2012 wywalczył wicemistrzostwo Chin, a w sezonie 2013 zdobył Superpuchar Chin. Z kolei w sezonie 2015 sięgnął po Puchar Chin.
W 2016 roku Sun Ke przeszedł do Tianjin Quanjian występującego w League One.
| Sezon | Klub                    | Kraj  | Rozgrywki    | Mecze | Gole |
| ----- | ----------------------- | ----- | ------------ | ----- | ---- |
| 2009  | Jiangsu Shuntian        | Chiny | Super League | 10    | 0    |
| 2010  | Jiangsu Shuntian        | Chiny | Super League | 8     | 0    |
| 2011  | Jiangsu Shuntian        | Chiny | Super League | 29    | 3    |
| 2012  | Jiangsu Shuntian        | Chiny | Super League | 26    | 3    |
| 2013  | Jiangsu Shuntian        | Chiny | Super League | 23    | 4    |
| 2014  | Jiangsu Guoxin-Shuntian | Chiny | Super League | 26    | 3    |
| 2015  | Jiangsu Guoxin-Shuntian | Chiny | Super League | 22    | 4    |
| 2016  | Tianjin Quanjian        | Chiny | League One   |       |      |

## Kariera reprezentacyjna
W reprezentacji Chin Sun Ke zadebiutował 22 marca 2013 roku w wygranym 1:0 meczu kwalifikacji do Pucharu Azji 2015 z Irakiem. W 2015 roku został powołany do kadry Chin na Puchar Azji 2015. Zagrał na nim w trzech meczach: grupowych z Uzbekistanem (2:1), z Koreą Północną (2:1) i ćwierćfinałowym z Australią (0:2).